# Parapurcellia
Genre
Parapurcellia est un genre d'opilions cyphophthalmes de la famille des Pettalidae.

## Distribution
Les espèces de ce genre sont endémiques d'Afrique du Sud.

## Liste des espèces
Selon World Catalogue of Opiliones (17/04/2021) :
- Parapurcellia amatola de Bivort & Giribet, 2010
- Parapurcellia convexa de Bivort & Giribet, 2010
- Parapurcellia fissa (Lawrence, 1939)
- Parapurcellia minuta de Bivort & Giribet, 2010
- Parapurcellia monticola (Lawrence, 1939)
- Parapurcellia natalia de Bivort & Giribet, 2010
- Parapurcellia peregrinator (Lawrence, 1963)
- Parapurcellia rumpiana (Lawrence, 1933)
- Parapurcellia silvicola (Lawrence, 1939)
- Parapurcellia staregai de Bivort & Giribet, 2010
- Parapurcellia transvaalica (Lawrence, 1963)

## Publication originale
- Rosas Costa, 1950 : « Sinopsis de los generos de Sironidae, con la descripcion de dos generos y una especie nuevos (Opiliones, Cyphophthalmi). » Arthropoda, vol. 1, no 2/4, p. 127-151.